# Attitudes (gruppo musicale)
Gli Attitudes sono stati una band soft rock statunitense, fondata a Los Angeles dal tastierista David Foster e dall'ex batterista della Plastic Ono Band Jim Keltner, che visse un momento di grande popolarità nel biennio 1975-1977, grazie a singoli come Sweet Summer Music e Honey Don't Leave L.A..

## Discografia

### Album in studio
- 1975 - Ain't Love Enough
- 1977 - Sweet Summer Music

### Raccolte
- 1978 - Turning in Space

## Formazione
- Danny Kortchmar – voce, chitarra
- David Foster – tastiera
- Paul Stallworth – basso
- Jim Keltner – batteria